# Hans Scharoun
Bernhard Hans Henry Scharoun (Bremen, Alemania, 20 de septiembre de 1893-Berlín, 25 de noviembre de 1972) fue un arquitecto alemán conocido por diseñar la sala de conciertos de la Filarmónica de Berlín y la casa Schminke en Löbau. Fue uno de los mayores exponentes de la arquitectura orgánica.

## Biografía

### Generalidades
Desde pequeño y también en su etapa escolar en Bremerhaven, ya había mostrado interés por la arquitectura. Realizó sus primeros diseños a la edad de 16 años, y ya a los 18 se presentó a un concurso para la modernización de una iglesia.
En 1912 inició los estudios de arquitectura en la Universidad Técnica de Berlín (en aquel entonces Königliche Technische Hochschule). Sin embargo, no llegó a terminar sus estudios, ya que se alistó voluntario para servir durante la Primera Guerra Mundial. Trabajó junto con su mentor Paul Kruchen en un programa de reconstrucción de la Prusia Oriental.
Al terminar la guerra se estableció como arquitecto en la ciudad de Breslau. Allí desarrolló sus primeros proyectos y organizó varias exposiciones, entre ellas la primera exposición del grupo expresionista Die Brücke.
Scharoun constituye un caso absolutamente singular. Entre 1933 y 1945 se vuelca, casi obsesivamente, en la realización de una serie de casas unifamiliares, diseñando un total de veintiséis proyectos. La vivienda unifamiliar constituía una tipología que apenas había interesado a Hans Scharoun antes de 1933 ni le interesará después.
La dificultad de acceder a otros encargos ha venido ofreciéndose como explicación más usual —entre otros, por el propio interesado—, obviando de hecho la existencia de numerosos encargos más «oscuros», como las numerosas residencias militares que construyó en Berlín y Bremerhaven en el citado periodo. Frente a estos últimos, la vivienda representa un campo de relativa libertad, que posibilita el establecimiento de una línea de investigación personal.
Fue en sus principios expresionista y luego se inclinó hacia el lado racionalista.

### 1893 a 1924

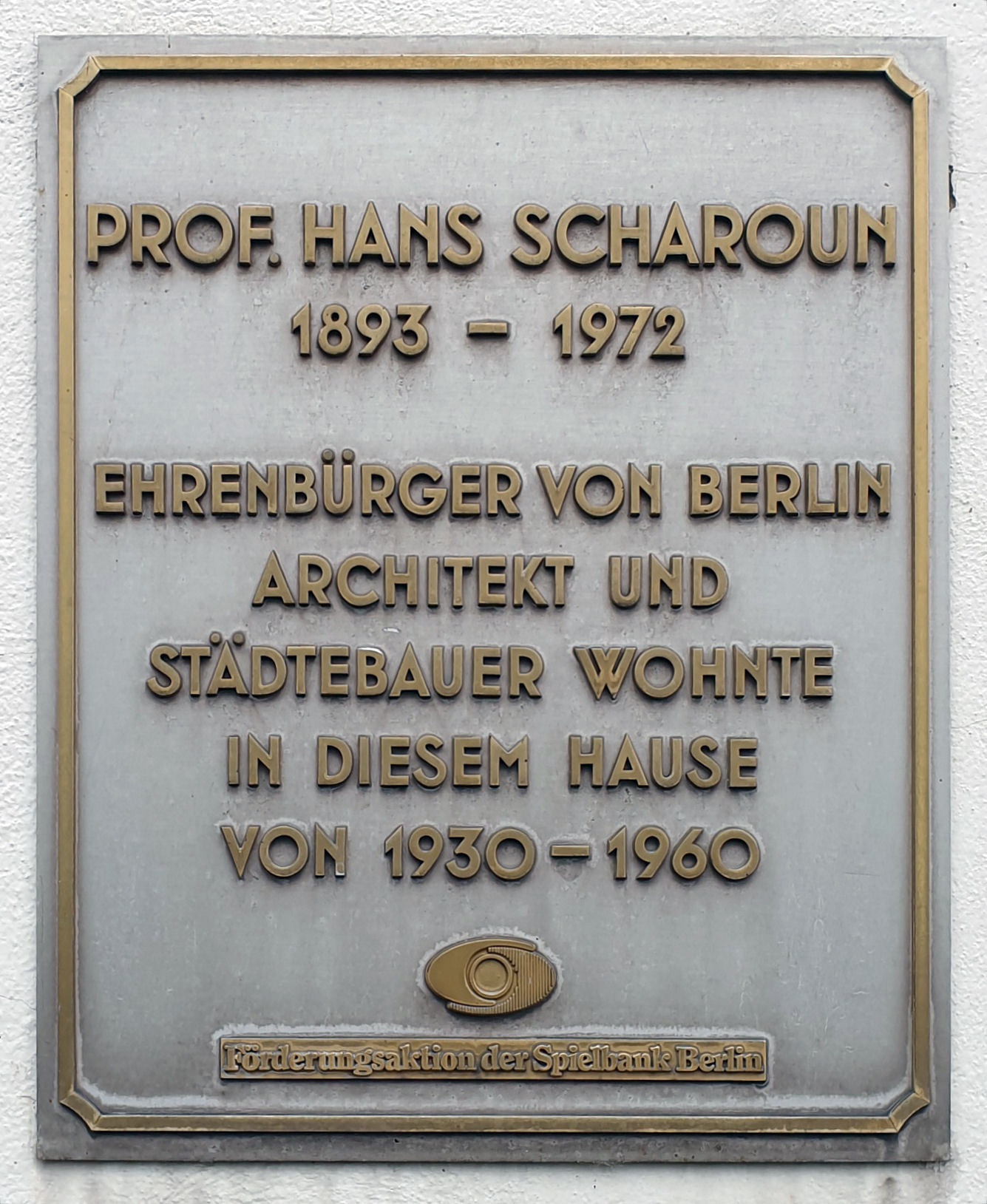
Placa conmemorativa de su antigua casa, en Berlin-Siemensstadt

Hans Scharoun era hijo de un comerciante que se trasladó a Bremerhaven en 1894. Estudió en el Gymnasium y aprobó el bachillerato en 1912. Ya en la escuela se interesó por la arquitectura. A los dieciséis años realizó sus primeros diseños, y a los dieciocho participó por primera vez en un concurso de arquitectura para la modernización de una iglesia en Bremerhaven. Scharoun estudió arquitectura en la Technische Hochschule (Berlin-)Charlottenburg hasta 1914, pero no llegó a completar sus estudios. En 1914 se alistó voluntario en la First World War. Paul Kruchen, su mentor desde sus tiempos berlineses, le colocó en un programa de reconstrucción para Prusia Oriental (en el centro de asesoramiento de Ostpreußenhilfe en Insterburg). Tras la guerra, en 1919 se estableció como arquitecto autónomo en Breslau. Allí y en Insterburg, donde ya había abierto una oficina en 1918, Realizó numerosos proyectos y organizó exposiciones de arte, como la primera exposición del grupo de artistas expresionistas Brücke en Prusia Oriental.

### 1925 a 1932
En la Academia Estatal de Artes y Oficios de Breslau obtuvo una cátedra en 1925 e impartió clases hasta su clausura en 1932. Ya en 1919 se había unido al Círculo expresionista de arquitectos  Gläserne Kette de Bruno Taut, y en 1926 ingresó en la asociación de arquitectos Der Ring. En 1927 Scharoun construyó un edificio residencial en la Weißenhofsiedlung de Stuttgart, y a finales de la década de 1920 fue responsable del plan de desarrollo de la Großsiedlung Siemensstadt de Berlín, y construyó una residencia para personas solteras en Breslau. Basándose en la teoría de la nueva construcción de Hugo Häring, Scharoun defendió un concepto de arquitectura que rompía con el racionalismo y los esquemas formales prefabricados para desarrollar el edificio a partir de un carácter funcional particular. En este sentido, el diseño del espacio vital social desempeñaba un papel central.

### 1933-1945

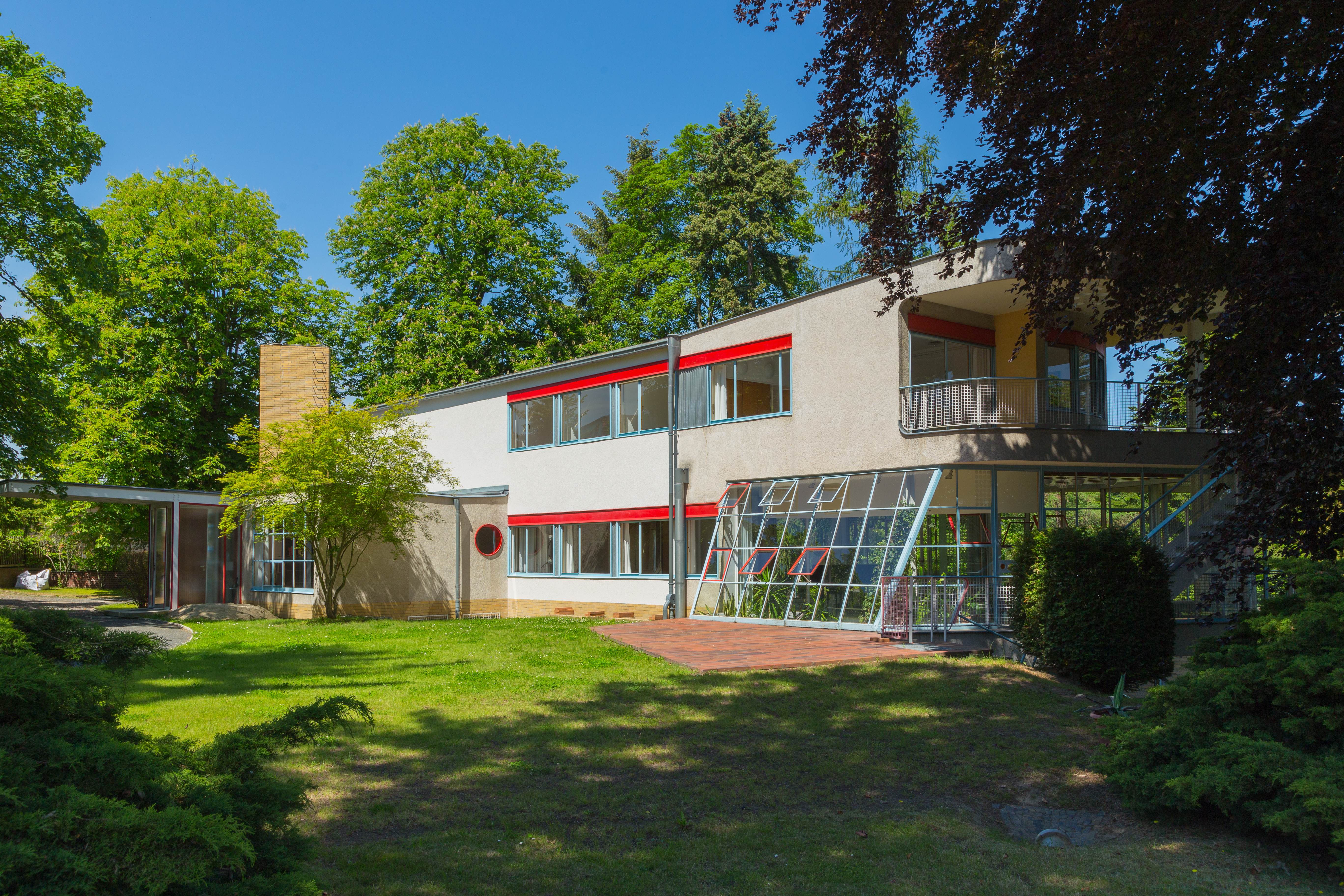
Casa Schminke de 1933 en Löbau, Sajonia (Foto: 2020)

Durante la época nacionalsocialista, Scharoun permaneció en Alemania, mientras que muchos de sus amigos y colegas de la Cadena de cristal o del Anillo se marcharon al extranjero. Desde 1932 hasta que fue bombardeado en 1943, tuvo su oficina en Passauer Straße, cerca de Tauentzienstraße. Durante este periodo, sólo construyó unas pocas casas unifamiliares, entre ellas la notable Haus Schminke en Löbau, Sajonia, en 1933.
Por fuera, tuvo que adaptar las siguientes casas a las normas de construcción determinadas políticamente; por dentro, muestran las típicas secuencias espaciales scharoun. Durante la guerra, se dedicó a reparar los daños causados por los bombardeos aéreos. Registró en secreto sus ideas y visiones arquitectónicas en numerosas acuarelas. Con estas arquitecturas imaginarias, se preparaba mentalmente para una época posterior al nacionalsocialismo.

### Concejal de Urbanismo en Berlín (1945-1946)
Tras la Capitulación de la Wehrmacht y, con ello, el fin de la guerra en Europa, la Administración militar soviética estableció ya el 19 de mayo de 1945 un  Magistrado antifascista de Berlín para toda la zona urbana del Gran Berlín. En la Magistratura Werner, Scharoun fue jefe del departamento de construcción y vivienda como consejero de construcción de la ciudad, y en este cargo se encargó de elaborar un concepto de reconstrucción para la ciudad fuertemente destruida. En las ruinas del  Palacio Municipal de Berlín, presentó a mediados de 1946 sus ideas para la reconstrucción de la ciudad en una exposición titulada "Planos de Berlín - Primer informe". Su llamado "Plan Colectivo" estaba orientado hacia la Carta de Atenas y preveía una demolición casi completa de los edificios restantes existentes y una nueva construcción en una especie de estructura reticular de vías principales con el fin de permitir una equiparación social mediante una densidad residencial uniforme y una estricta separación de funciones. Los espacios intermedios debían ser "Paisajes urbanos", una contra-imagen de la ciudad de vecindad del siglo anterior. Se planearon las llamadas "células residenciales" como unidades básicas, cada una de ellas con espacio habitable para unos 5000 habitantes y los correspondientes equipamientos públicos. El plan tenía un carácter utópico y fue recibido con incomprensión en un debate extremadamente controvertido.
Scharoun pronto se vio atrapado entre los frentes políticos de la incipiente división de la ciudad. Tras las primeras Elecciones en Berlín el 20  de octubre de 1946, el Magistrado Ostrowski tomó posesión de su cargo el 5  de diciembre de 1946. El sucesor de Scharoun como Stadtbaurat fue el arquitecto Karl Bonatz, mucho más conservador, y Scharoun fue nombrado catedrático de planificación urbana en la Facultad de Arquitectura de la Universidad Técnica de Berlín en 1947.
El 30 de noviembre de 1948 se constituyó una "Magistratura Democrática" en el sector soviético (Berlín Este), encabezada por el alcalde Friedrich Ebert hasta 1967. Aunque este último apoyó el plan colectivo de Scharoun e incluso iba a aplicarse en 1949 como plan general de construcción del "Berlín democrático", más tarde "Berlín, capital de la RDA", finalmente no fue así: los diseños de Scharoun apostaban por el Nuevo Edificio, cuya arquitectura austera y funcionalista fue rechazada por el SED por burguesa, decadente y formalista. De acuerdo con los 16 Principles of Urban Design, la dirección política de la RDA exigía una anticultura al Internationaler Stil del capitalismo. La Stalinallee se construyó finalmente con formas neoclásicas (con préstamos del Estilo Sugar Baker socialista y del Clasicismo de Schinkel); el principal responsable de ello fue Hermann Henselmann, que originalmente también seguía la tradición del Neues Bauen.
Scharoun aún estuvo a cargo del Instituto de la Construcción de Berlín Este hasta 1950, donde se elaboró una de las células residenciales (concebidas como una unidad urbana básica sin calzadas) como parte del rediseño del distrito Friedrichshain. Sin embargo, de sus diseños sólo se realizaron dos edificios, las «Casas porticadas en Karl-Marx-Allee» 102/104 y 126/128, de cinco plantas. La célula residencial poco estructurada, con un mercado semanal y casas unifamiliares y adosadas, fue víctima de los mencionados cambios en los modelos urbanísticos de los dirigentes del SED.

## Obra
- Oficina de Correos cerca de la estación, Bremen, Alemania (1922).
- Casa de madera portátil, Liegnitz,Alemania (1926-1927) (Legnica,  Polonia).
- Casa en la urbanización Weißenhof, Stuttgart, Alemania (1926-1927).
- Proyecto Casa Weite (1928).
- Residencia (proyecto de Scharoun), Breslau, Polonia (1928-1929).
- Casa de apartamentos en Kaiserdamm, Berlín, Alemania (1929).
- Casa de apartamentos, Berlín, Alemania (1929-1930).
- Urbanización Siemensstadt, Berlín, Alemania (1929-1931).
- Casa Schminke, Löbau, Alemania (1930-1933).
- Casa Mattern, Potsdam, Alemania (1932-1934).
- Casa Baensch, Berlín, Alemania (1934-1935).
- Proyectos visionarios (1939-1945).
- Proyecto Centro de enseñanza primaria, Darmstadt, Alemania (1951).
- Proyecto Teatro Nacional de Kassel, Kassel, Alemania (1952-1954).
- Residencial Romeo y Julia, Stuttgart, Alemania (1954-1959).
- Urbanización Charlottenburg-Nord, Berlín, Alemania (1954-1959).
- Colegio Geschwister Scholl, Lünen, Alemania (1955-1962).
- Berliner Philharmonie, Berlín, Alemania (1956-1963).[12]
- Centro de enseñanza (proyecto de Scharoun), Marl, Alemania (1960-1971).
- Embajada alemana, Brasilia, Brasil (1964-1971).
- Biblioteca Estatal de Berlín (Potsdamer Strasse 33), Berlín, Alemania (1964-1978).[13]
- Teatro Municipal de Wolfsburgo, Wolfsburgo, Alemania (1965-1973).
- Museo Marítimo Alemán, Bremerhaven, Alemania (1969-1975).

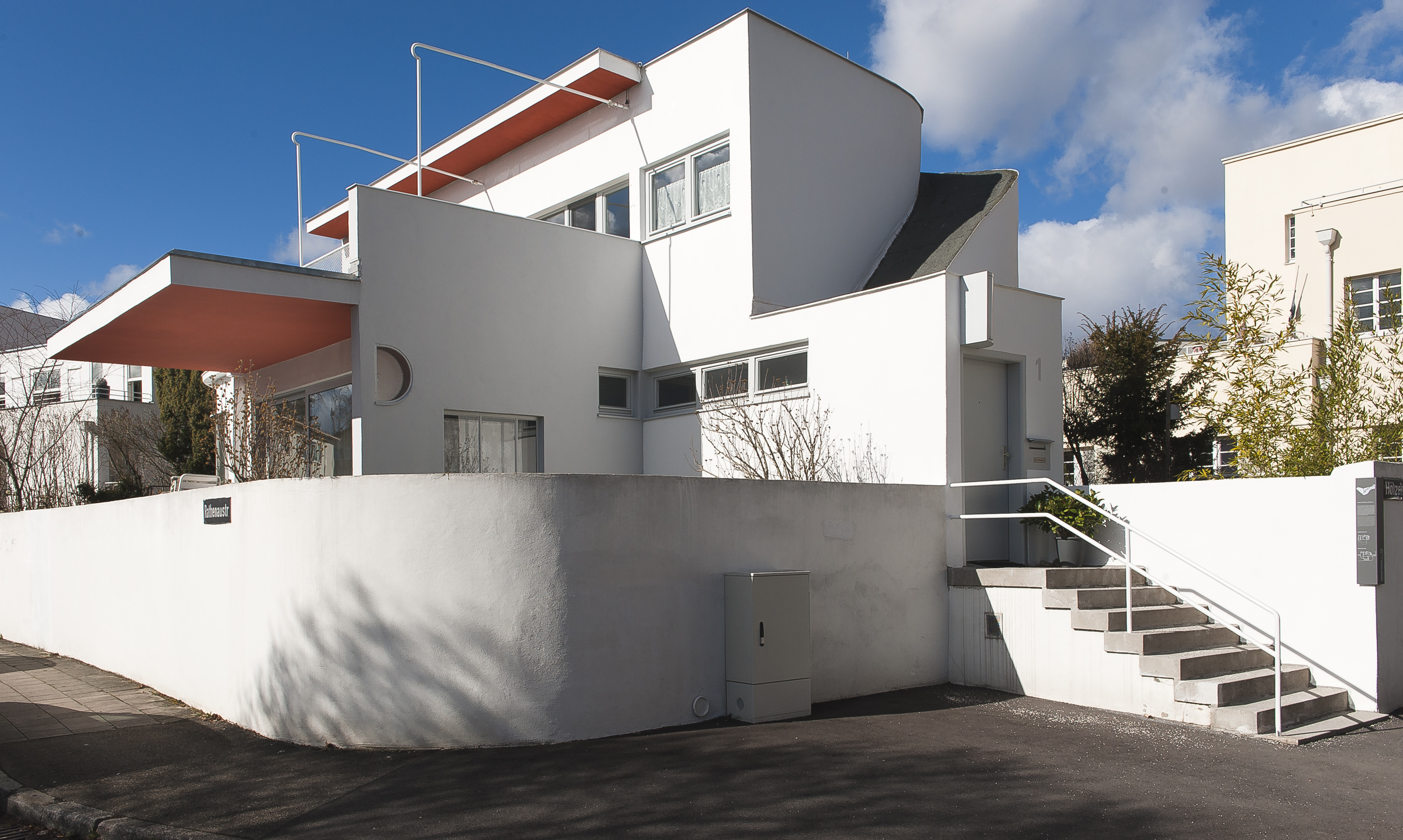
Edificio residencial, Weissenhof Estate, Stuttgart
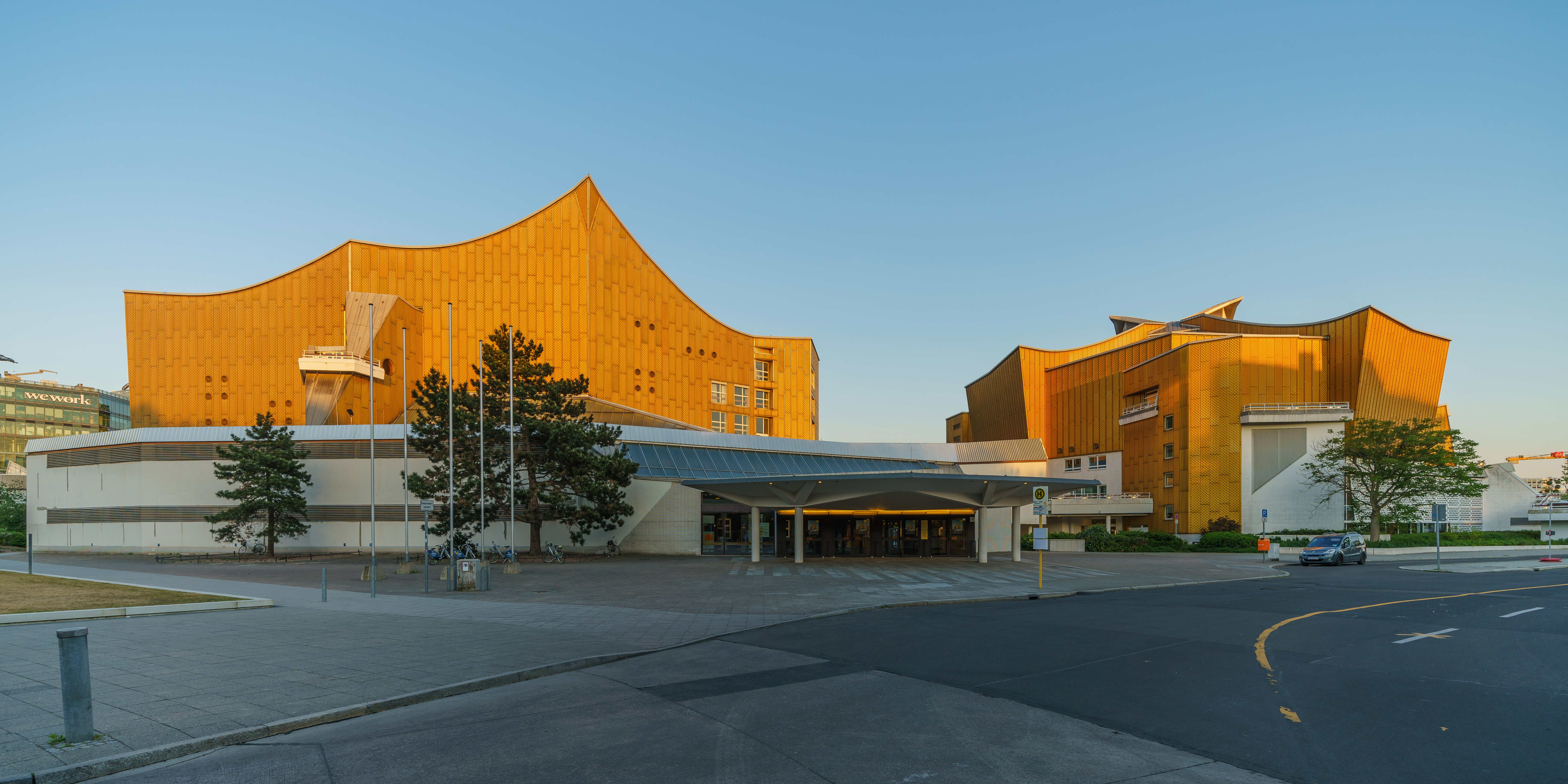
Sala de música de cámara (derecha) y de la Filarmónica de Berlin
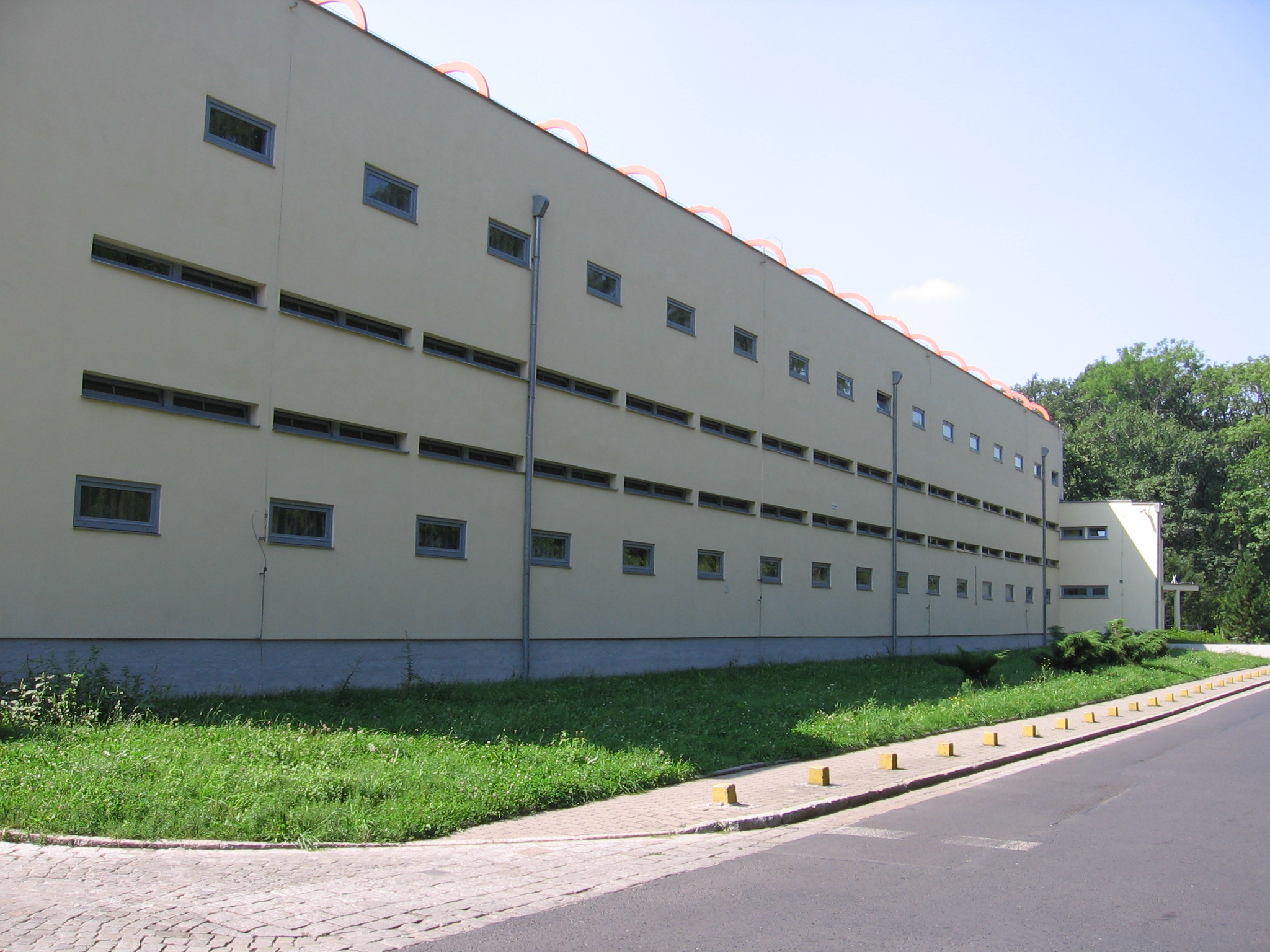
Una obra temprana: Hostal en la exposición  Deutscher Werkbund en Breslau
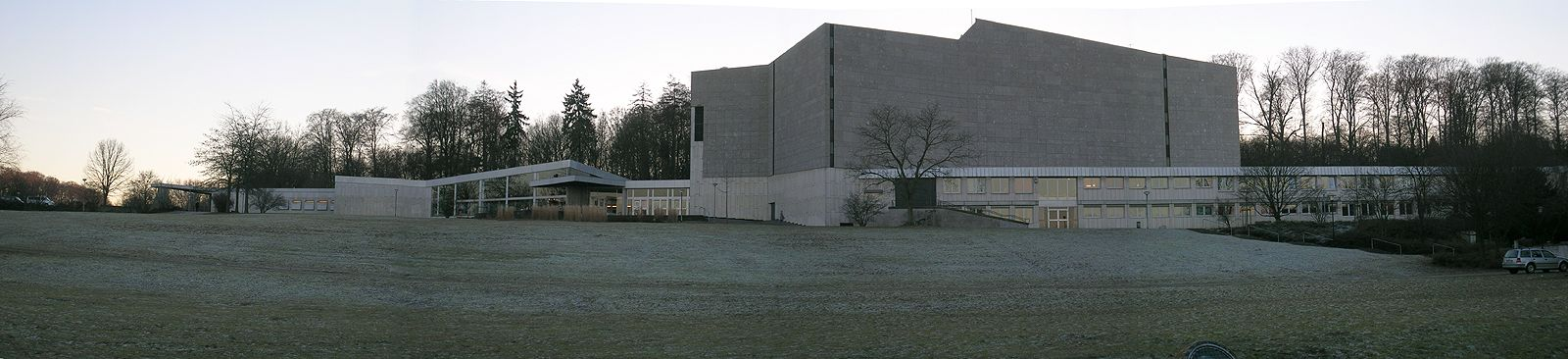
Una obra tardía: Teatro en Wolfsburg, abierto en 1973
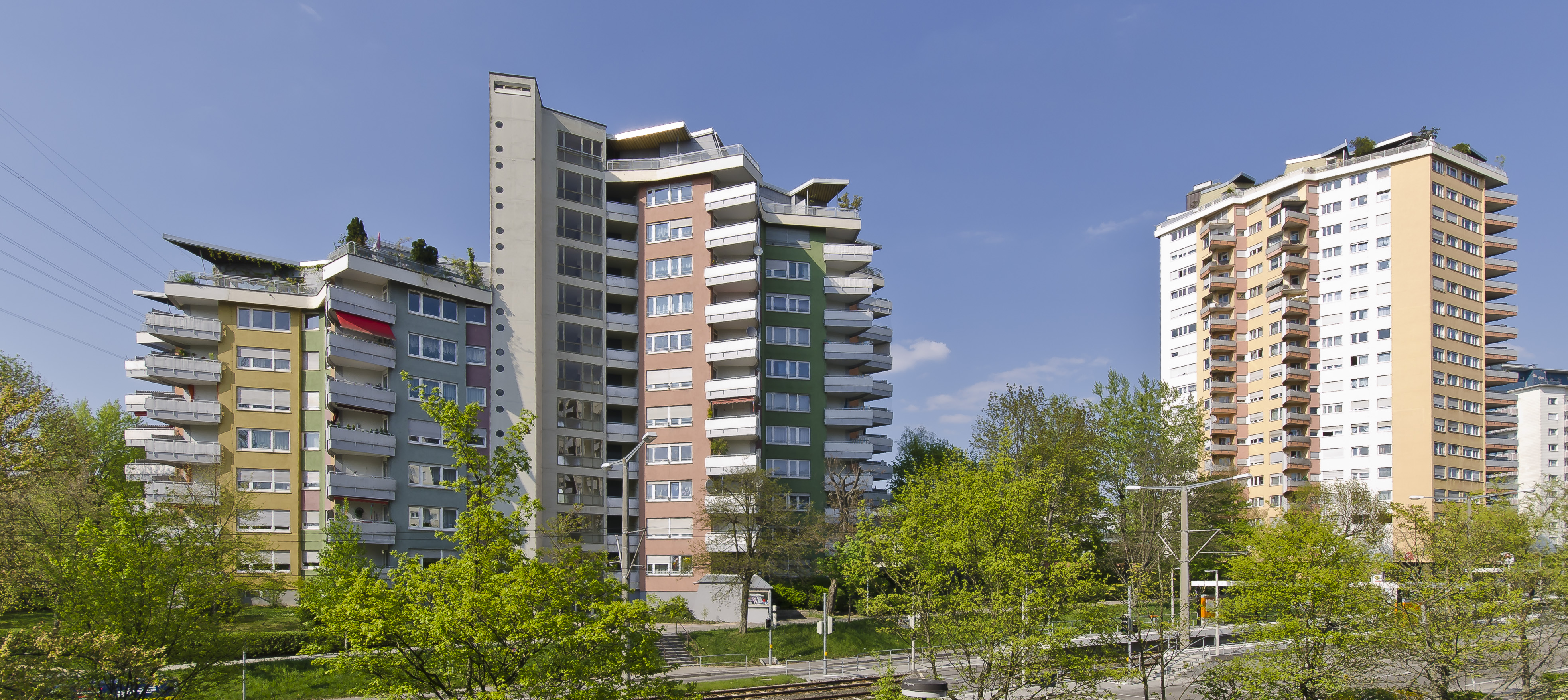
Conjunto residencial Romeo y Julieta en Stuttgart (1954–59)
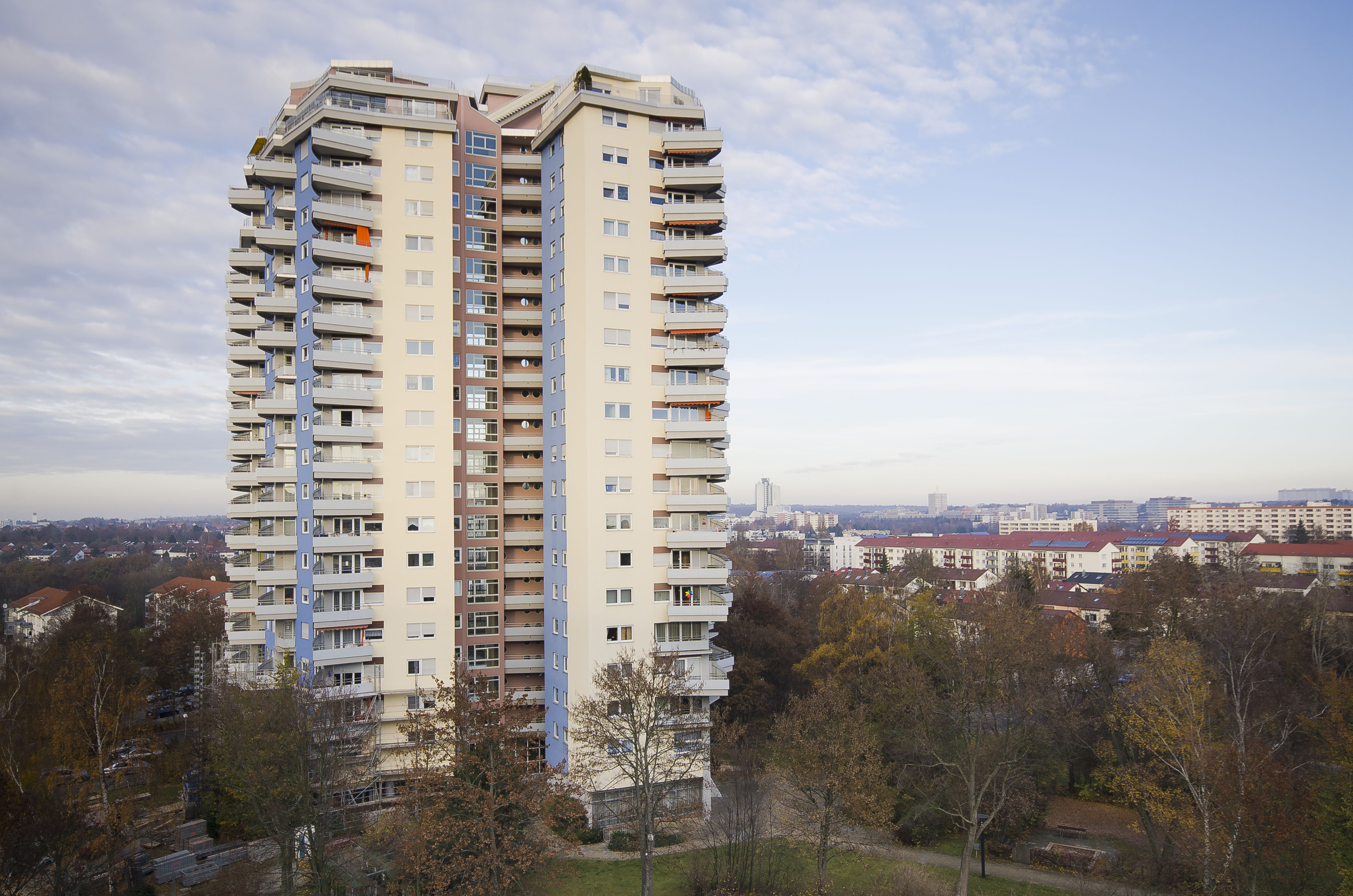
Salute, apartmentos, Stuttgart-Fasanenhof (1961–63)
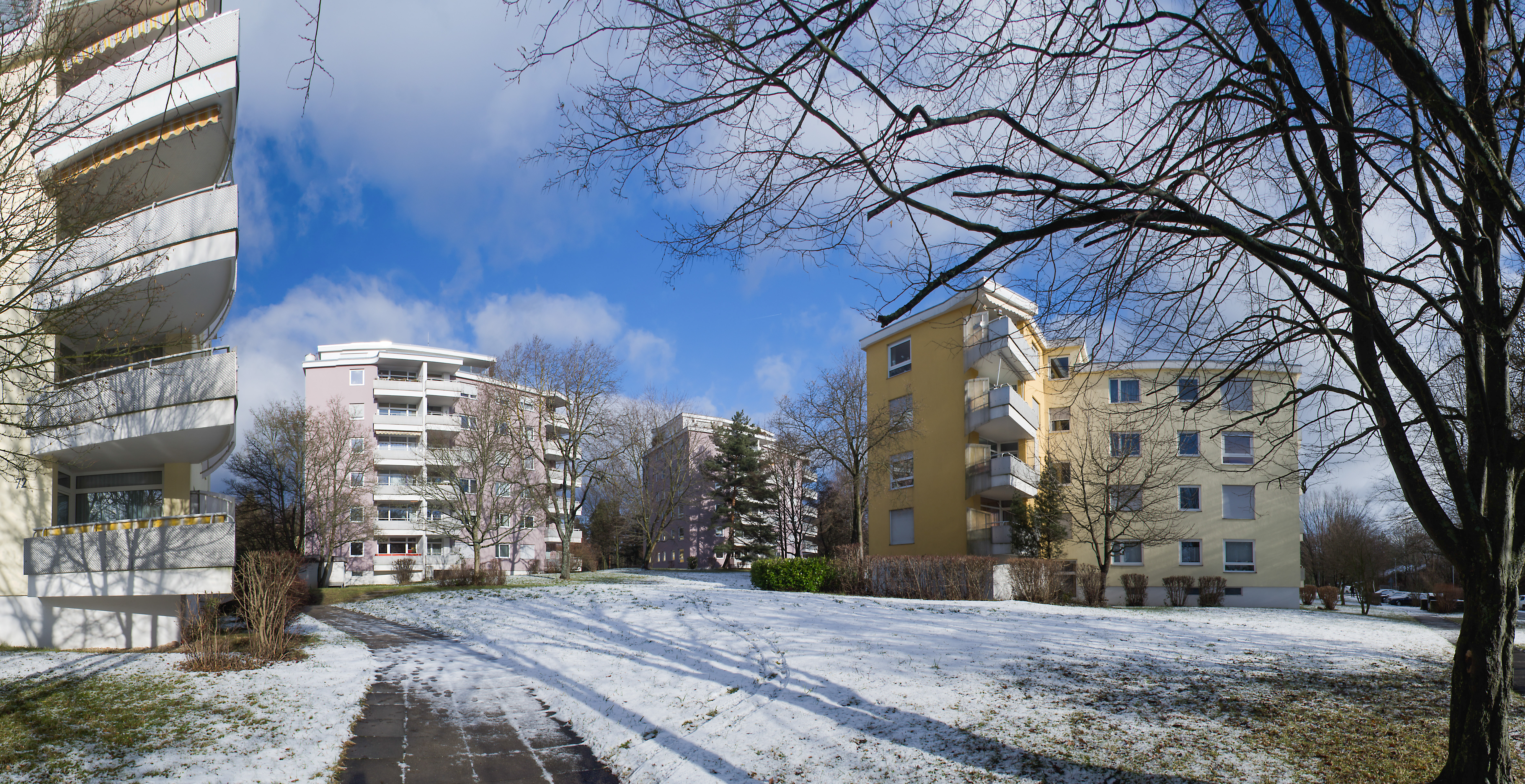
Rauher Kapf, distrito residencial, Böblingen (1965)
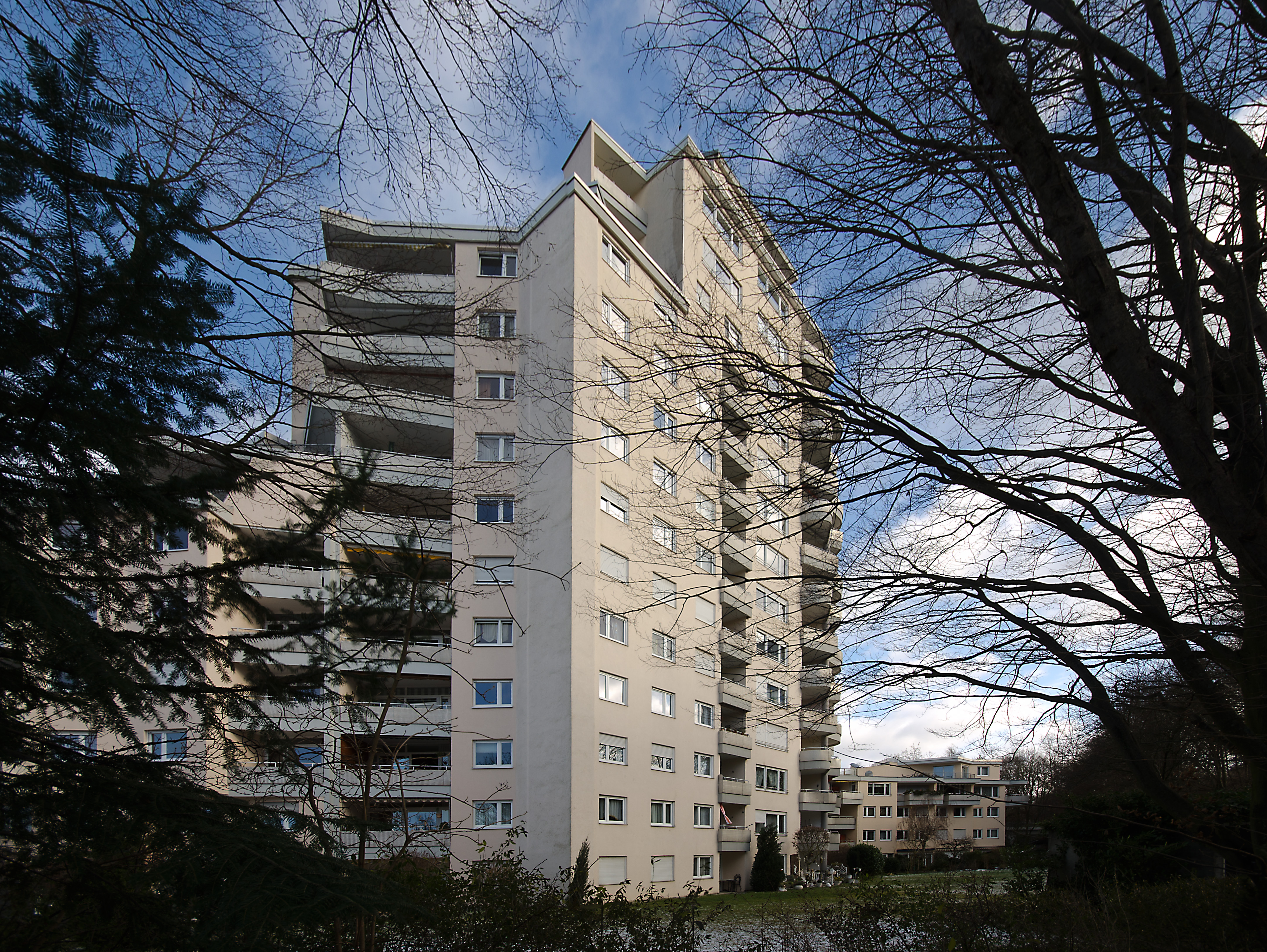
Orplid, apartmentos, Böblingen (1971)

## Premios y galardones
- 1954 - Doctor honoris causa por la Universidad Técnica de Berlín.
- 1954 - Premio Fritz Schumacher.
- 1955 - Premio de las Artes de Berlín.
- 1958 - Medalla de bronce de la Academia Libre de las Artes de Hamburgo.
- 1959 - Großes Bundesverdienstkreuz (Gran Orden del Mérito Federal).
- 1962 - Senador honorífico de la Universidad Técnica de Berlín.
- 1964 - Gran Premio del Bund Deutscher Architekten (Asociación de los arquitectos de Alemania).
- 1965 - Doctor honoris causa por la Universidad de Roma.
- 1965 - Premio Auguste Perret.[14]
- 1969 - Ciudadano honorífico de Berlín.
- 1970 - Premio Erasmus.[15]

De 1955 a 1968 fue presidente de la Academia de las Artes de Berlín occidental. Posteriormente sería presidente honorario. Hans Scharoun fue miembro fundador de la sociedad berlinesa Paul Hindemith.